# 锦北街道
锦北街道，是浙江省杭州市临安区下辖的一个乡镇级行政单位。
锦北街道位于临安主城区，组建成立于2011年1月21日，区域面积81.54平方公里，辖有金马、上东、龙马、泥川、民主、潘山、大罗、集贤、新联、东湖、平山、回龙等12个行政村，马溪、竹林、西墅3个居委会，西墅、马溪2个社区。全街道总户数11934户，总人口4.9万人（不包括浙江农林大学在校师生），其中流动人口1.7万人。
街道成立以来，紧紧围绕以“一城、一区、两园”为重点，以发展高新技术产业为方向，以项目攻坚为载体，以建设“经济发展的主平台、城市建设的主战场”为目标的发展思路，不断提升工作标杆，加大落实工作举措，推动街道经济社会稳步发展。2013年，全街道实现工业销售产值57.1亿元，农业总产值2.31亿元，服务业增加值7.2亿元，社会消费品零售总额5.1亿元。农村经济总收入55.5亿元，农村集体经济收入681万元，农民人均纯收入19646元。先后被评为国家级人口与计划生育依法行政示范街道、浙江省体育强街道、杭州市文明街道、杭州市卫生先进街道、杭州市食品安全先进街道、杭州市药品安全示范街道、杭州市2013年度社会管理综合治理工作示范街道、杭州市充分就业街道、临安市工业强街。境内有浙江农林大附小、西林小学、锦城三种、临安中学、杭州天目外国语学校、浙江警察学院、浙江农林大学、临安市大学生创业园和临安电子商务园设于此，有城北商贸综合体（物美等）、苕溪时代广场（大润发、星巴克等）等繁华商圈，是临安的重要文教区。

## 行政区划
锦北街道下辖以下地区：  下辖12个村，三个居委会，两个社区：
金马村 龙马村 上东村 泥川村
民主村 潘山村 大罗村 集贤村
新联村 东湖村 平山村 回龙村
马溪居委会　竹林居委会　西墅居委会
西墅社区 马溪社区